# Elecciones generales de Bután de 2008
Las primeras elecciones generales de Bután en su historia se celebraron el 24 de marzo de 2008 enmarcadas en la transición de este reino hacia una democracia bajo la forma de monarquía parlamentaria. Aquel día, los butaneses eligen por primera vez a los 47 miembros de la Asamblea Nacional.
Las elecciones se saldaron con la victoria del Partido Paz y Prosperidad de Bután que consiguió 45 escaños frente al Partido Democrático Popular que consiguió 2, ya que sólo ganó en un par de circunscripciones. Así pues Jigme Thinley líder del Partido Paz y Prosperidad ocupó el cargo de primer ministro.

## Procedimiento
Las elecciones estaría precedidas por un ensayo observado para tantear al electorado butanés.
Posteriormente, las elecciones verdaderas constarían de dos vueltas, para que los dos partidos que más votos consiguiesen nacionalmente en la primera participasen en la segunda. Puesto que finalmente apenas dos partidos estuvieron autorizados a presentarse sólo se necesitó una vuelta.

## Ensayo
Para preparar a los butaneses a la transición hacia la democracia, el gobierno preparó un simulacro de elecciones: una primera vuelta el 21 de abril de 2007, a nivel nacional (47 circunscripciones) con 869 centros electorales instalados y una segunda vuelta realizada el 28 de mayo con la participación de observadores de la ONU y de la India. Los electores tenían la elección entre cuatro "partidos" con el nombre de "druk" que significa dragón de los truenos:
| Partido simulado      | Manifiesto                        | Votos   | Porcentaje |
| --------------------- | --------------------------------- | ------- | ---------- |
| Partido druk amarillo | valores tradicionales y monarquía | 55.263  | 44,30      |
| Partido druk rojo     | desarrollo industrial             | 25.423  | 20,38      |
| Partido druk azul     | gobierno justo y responsable      | ≤25.423 | ≤20,38     |
| Partido druk verde    | defensa medio ambiente            | ≥18.638 | ≥14,94     |
| Total                 | (participación: 44%)              | 124.747 | 100        |

En la segunda vuelta derrotó el "partido" del dragón trueno amarillo al dragón trueno rojo en 46 de las 47 circunscripciones del país. El índice de participación es esta 2.ª vez fue del 66 %. El color amarillo tiene en Bután las connotaciones del rey y sus vestiduras, de forma paralela a transiciones monárquicas de otros países, tras el desfase de la nación del Himalaya el actual rey Jigme Khesar Namgyel Wangchuck se decantó por la democratización y modernización del país lo que le vale en la actualidad la confianza de los súbditos.

## Resultados

Bután se divide en 47 circunscripciones.

El índice de participación en las elecciones del 24 de marzo de 2008 llegó al 80 % [9]. La elección la consigue Jigme Thinley, del Partido virtuoso, que se lleva 45 asientos de cada 47 en la cámara baja y debe pues hacerse primer ministro [10, 11, 12]. Thinley totalizo el 66,99 % de los votos, frente a su adversario Sangay Ngedup del Partido democrático popular que consiguió el 33,01 % y los 2 asientos [13] restantes.

+ Elecciones de Bután del 24 de marzo de a la Asamblea Nacional
| Partidos                           | Votos   | %     | Escaños |
| ---------------------------------- | ------- | ----- | ------- |
| Partido Paz y Prosperidad          | 169.490 | 67,04 | 45      |
| Partido Democrático del Pueblo     | 83.322  | 32,96 | 2       |
| Total                              | 252.812 | 100   | 47      |
| Votantes registrados               | 318.465 | 79.45 | -       |
| Fuente: www.election-bhutan.org.bt |         |       |         |